# 临安城墙

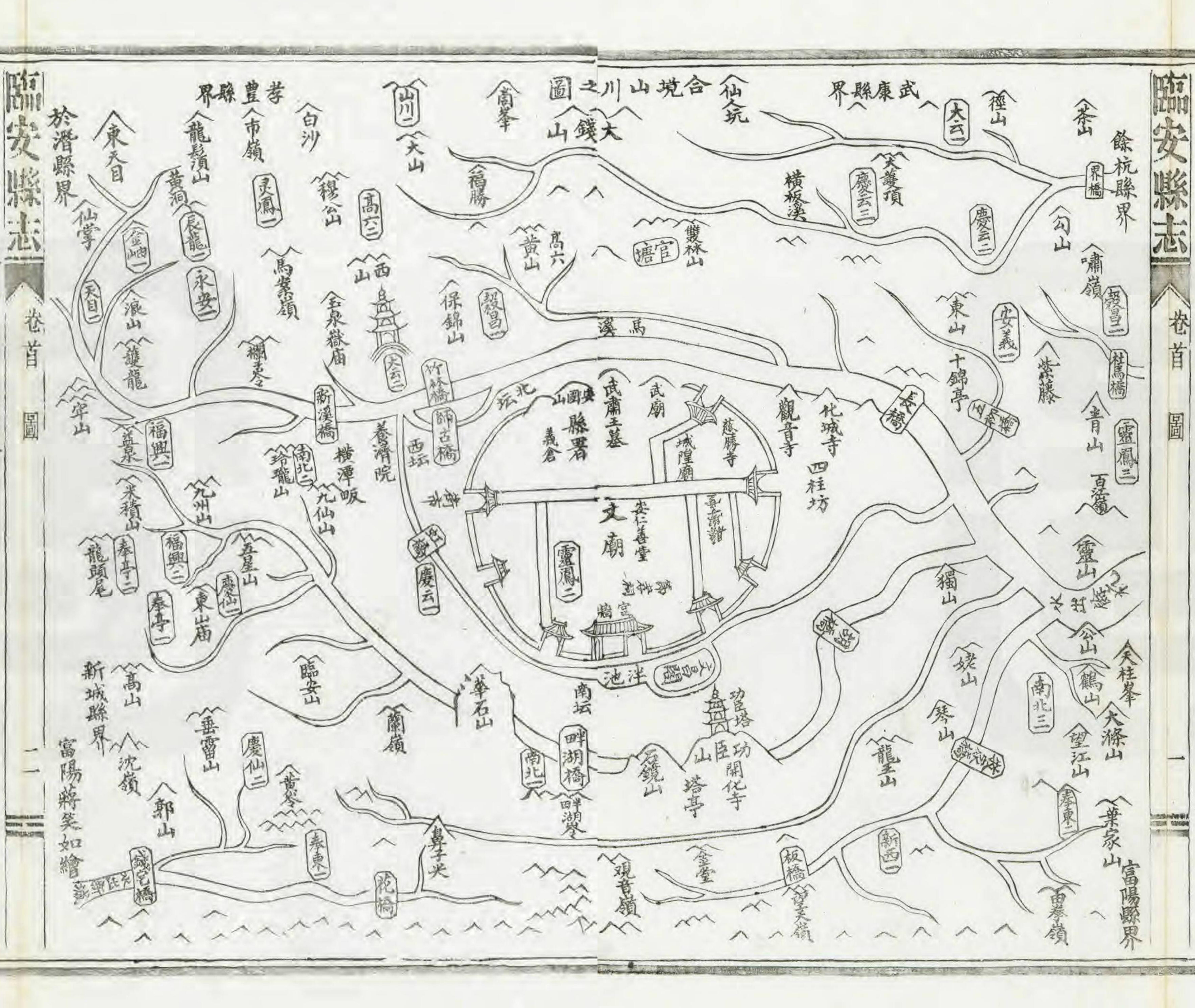
清宣统二年（1910）《临安县志》县境图。

临安城墙为旧临安县城城墙，位于今中国浙江省杭州市临安区锦城街道，2018-2019年陆续考古发现吴越衣锦城城墙、护城河及多处城内建筑遗迹。

## 历史
临安县为东汉建安十六年（211）析余杭县西境置，初名临水县，属吴郡，西晋太康元年（280）改名临安县，隋开皇九年（589）废，唐武德七年（624）复置临水县，次年又废，垂拱四年（688）复置临安县，五代梁开平二年（吴越天宝元年，908）改名安国县，北宋太平兴国四年（979）复名临安县，沿用至今。此外，唐龙纪元年（889）在县境内另建安众营，光化二年（899）改为衣锦营，天复元年（901）升为衣锦城，天祐四年（907）又升为安国衣锦军，北宋太平兴国四年（979）改为顺化军，次年废。
临安县治最初在高陆（今址北高虹镇高乐村一带，猷溪与仇溪交汇处），南宋景定三年（1262）迁至西墅保锦山南（今址西北西墅街一带），明洪武初又迁至太庙山南原吴越衣锦城，即今址。时衣锦城已圮，后知县魏希古在旧址上建土城，各门立木栅。
吴越衣锦城北依太庙山（古又名茅山、安国山）与苕溪，南临锦溪，设有陆门四座，分别为东门迎薰门、西门惠政门、南门望锦门和北门拱辰门，城外设护城河（后废为田）。明代所建土城周五里（约2400米），高一丈（约3.2米）。明清时城内以东西两门之间的大街为主街（今衣锦街），原公共建筑大多位于大街以北，包括县署（其址今为临安区政府）、钱王太庙、钱镠墓、城隍庙和慈胜寺等，此外学宫（临安县学文庙）位于县治南，武庙（关帝庙）位于北门内（图），以上建筑除钱镠墓外今均已不存。

## 图片

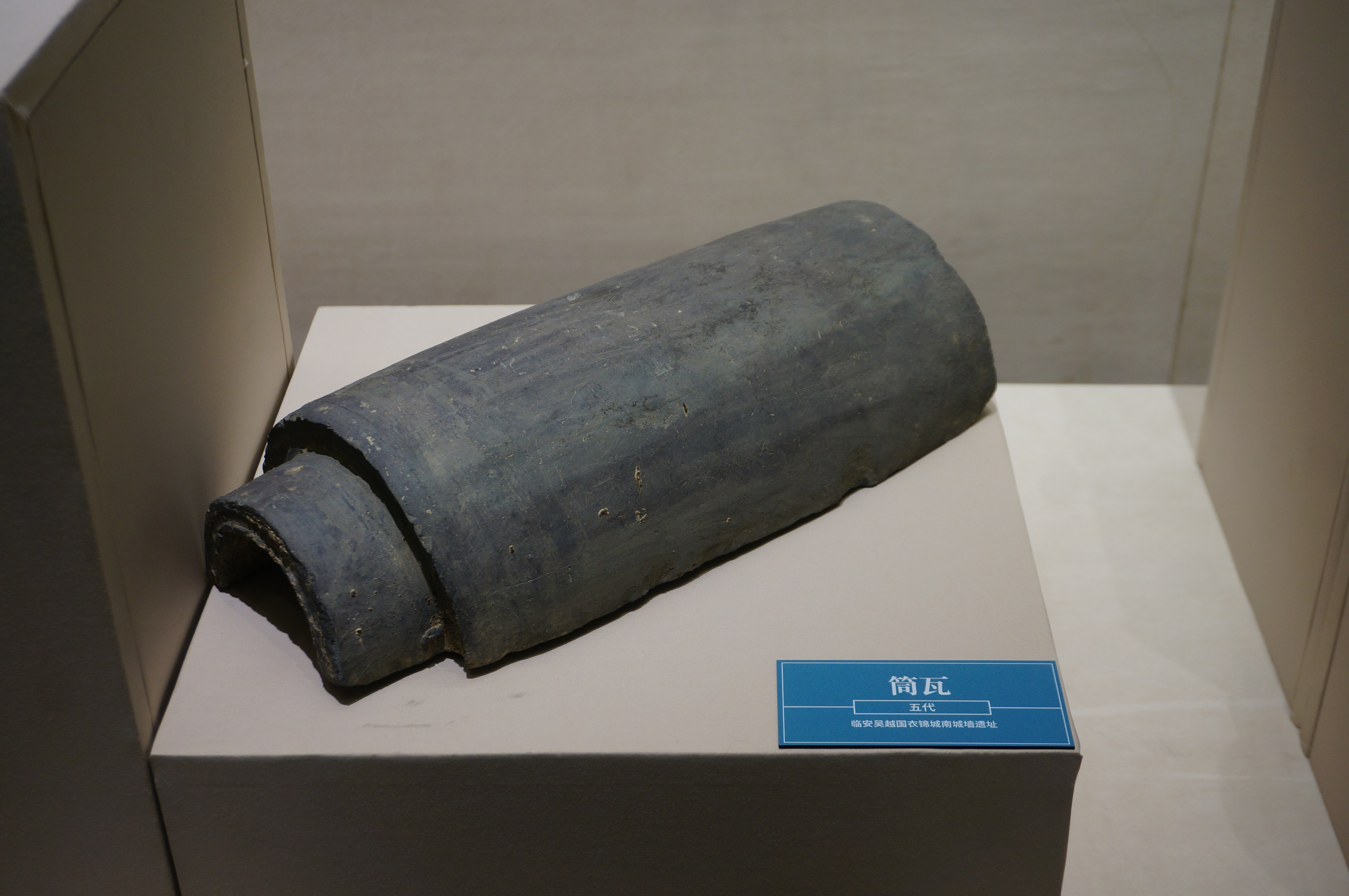
衣锦城南城墙遗址出土五代吴越国筒瓦
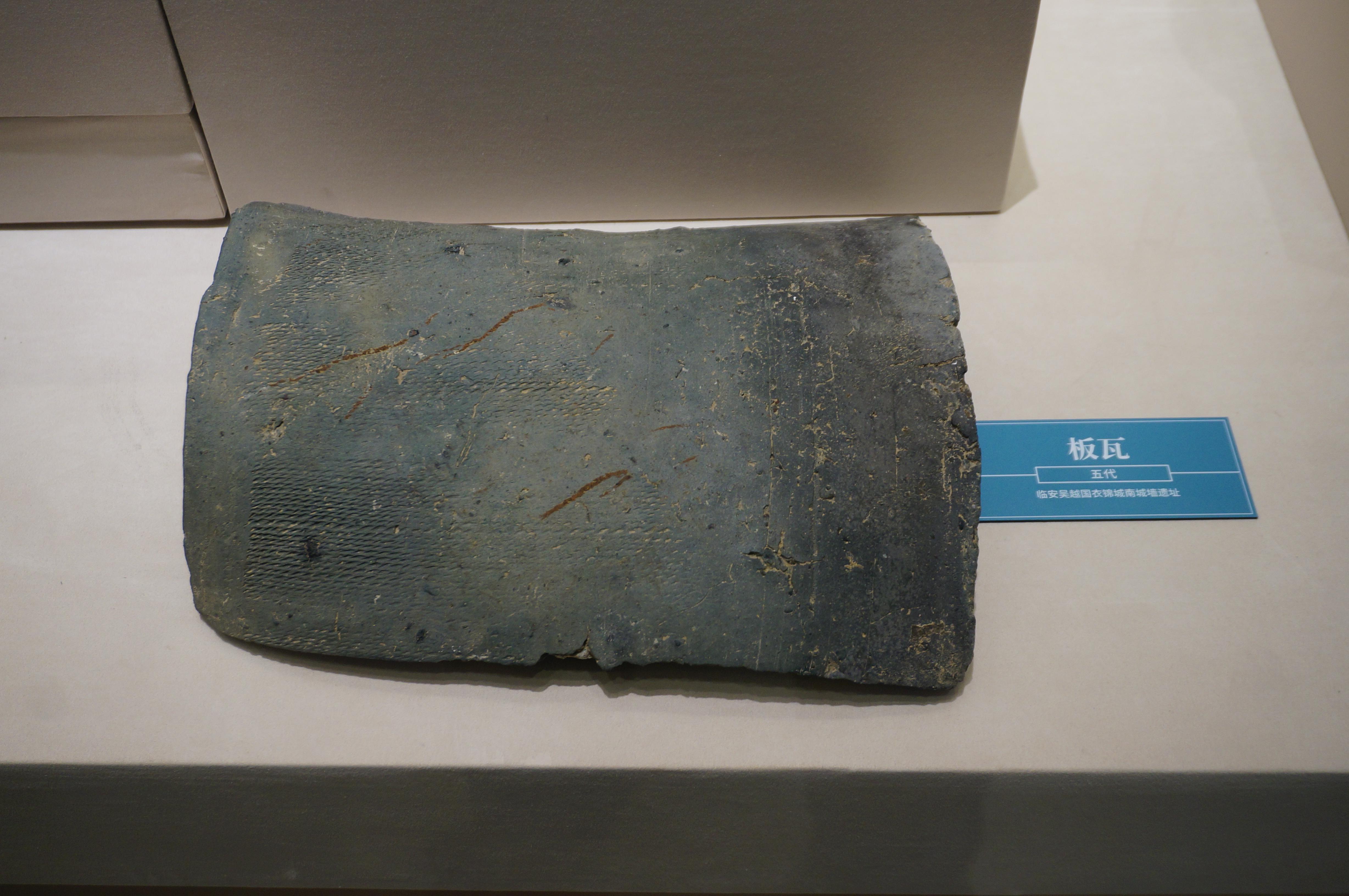
衣锦城南城墙遗址出土五代吴越国板瓦
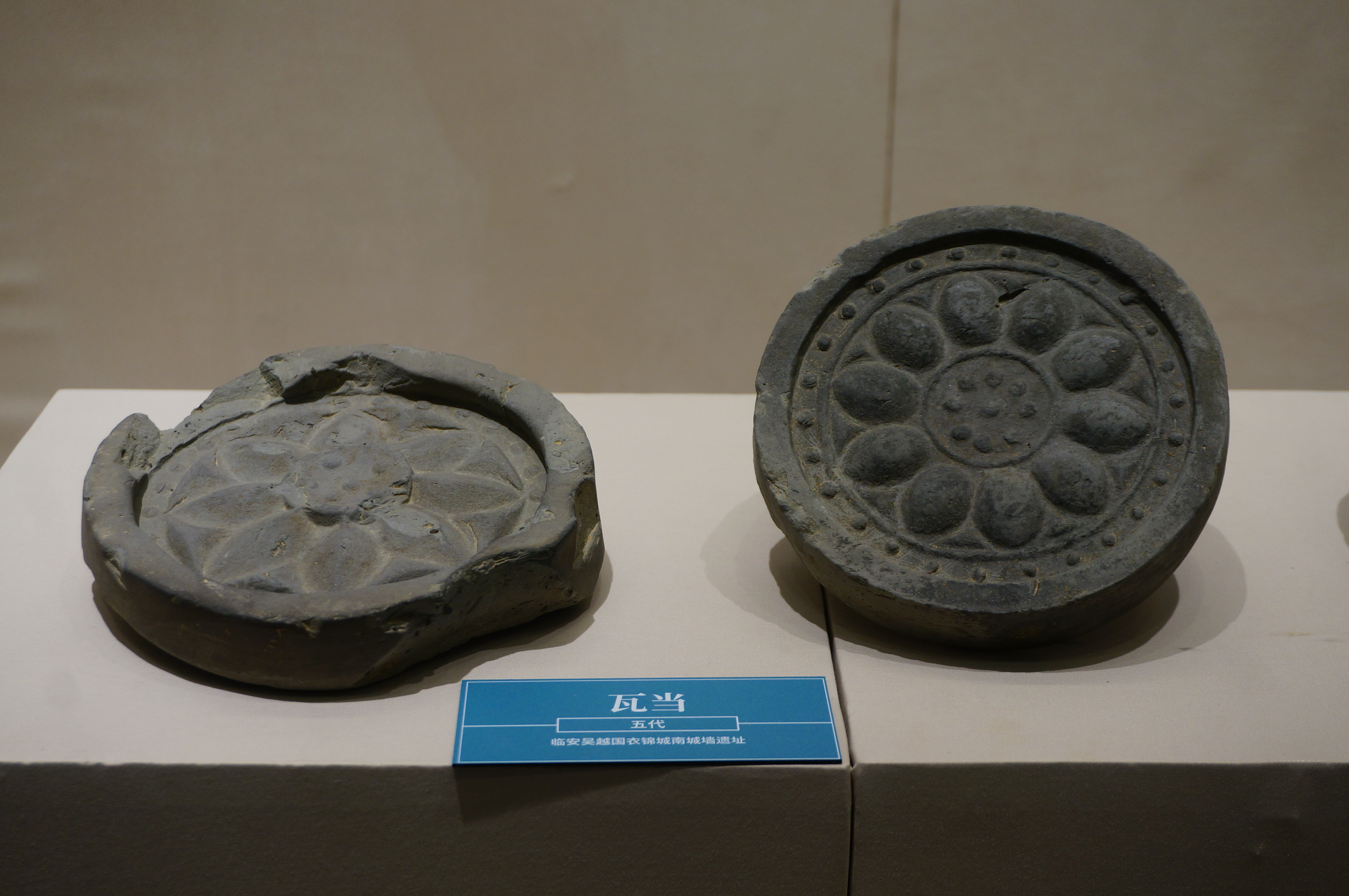
衣锦城南城墙遗址出土五代吴越国莲花纹瓦当